# Filziger Pfeifenstrauch
Der Filzige Pfeifenstrauch (Philadelphus tomentosus) ist eine Art aus der Familie der Hortensiengewächse (Hydrangeaceae). Sein natürliches Verbreitungsgebiet liegt in Tibet, Indien und Bhutan.

## Beschreibung
Der Filzige Pfeifenstrauch ist ein 2 bis 3 Meter hoher Strauch mit zimtbrauner, später abblätternder Rinde. Junge Triebe sind spärlich behaart oder nahezu kahl.
Die Blätter sind einfach und haben einen 5 bis 8 Millimeter langen Blattstiel. Die Blattspreite ist eiförmig oder eiförmig-lanzettlich, 4 bis 10 Zentimeter lang und 2 bis 5 Zentimeter breit, lang zugespitzt mit breit keilförmiger oder abgerundeter Basis und gezähntem Blattrand. Die Blattoberseite ist dunkelgrün und spärlich behaart oder kahl, die Unterseite ist dicht filzig behaart. Es werden fünf bis sieben Nervenpaare gebildet.
Die Blüten stehen zu fünf bis sieben in Trauben mit einer 5 bis 10 Zentimeter langen, unbehaarten Spindel. Die Einzelblüten stehen auf 6 bis 11 Millimeter langen Stielen. Sie sind 1,5 bis 2,5 Zentimeter breit und stark duftend. Der Blütenkelch ist mehr oder weniger kahl und hat 4 bis 5 Millimeter lange, 2,5 bis 3,5 Millimeter breite, eiförmige Kelchblätter. Die weißen Kronblätter sind kreuzweise angeordnet, verkehrt-eiförmig-länglich, 5 bis 10 Millimeter lang und 5 bis 8 Millimeter breit. Der 7 Millimeter lange Griffel ist kahl und zu zwei Drittel verwachsen. Die 20 bis 25 Staubblätter erreichen eine Länge von bis zu 8 Millimeter. Der Diskus ist kahl. Die Früchte sind elliptische, 1 Zentimeter lange und 0,7 Zentimeter durchmessende Kapselfrüchte. Die Samen sind 4 Millimeter groß. Die Art blüht von Juni bis Juli, die Früchte reifen von August bis September.

## Verbreitung und Ökologie
Das natürliche Verbreitungsgebiet liegt im Tibet, in Bhutan und in Indien in Sikkim und in Jammu und Kashmir. Die Art wächst in Dickichten in kühlfeuchten Wäldern in Höhen von 2500 bis 4400 Metern auf sauren bis leicht alkalischen, sandig-lehmigen bis lehmigen, nährstoffreichen Böden an sonnigen Standorten. Sie ist wärmeliebend und mäßig frosthart.

## Systematik und Forschungsgeschichte
Der Filzige Pfeifenstrauch (Philadelphus tomentosus) ist eine Art aus der Gattung der Pfeifensträucher (Philadelphus) in der Familie der Hortensiengewächse (Hydrangeaceae), Unterfamilie Hydrangeoideae, Tribus Philadelpheae. Die Art wurde von George Don junior im Jahr 1832 gültig erstbeschrieben.

## Verwendung
Der Filzige Pfeifenstrauch wird selten aufgrund seiner dekorativen und duftenden Blüten als Zierpflanze verwendet.

## Nachweise